# Galoisgrupp
Inom matematiken, mer specifikt inom delen av abstrakt algebra känd som Galoisteori, är Galoisgruppen av en viss kroppsutvidgning en  grupp associerad med kroppsutvidgningen. Studien av kroppsutvidgningar via Galoisgrupper kallas Galoisteori efter Évariste Galois som först upptäckte Galoisgrupper.

## Definition
Anta att E är en kroppsutvidgning av kroppen F (vilket skrivs som E/F, läs E över F). En automorfism av E/F definieras som en automorfism av E som fixerar F punktvis. I andra ord är en automorfism av E/F en isomorfism α från E till E så att α(x) = x för alla x i F. Mängden av automorfismer av E/F bildar en grupp med operationen sammansättning av funktioner.Gruppen betecknas ibland med Aut(E/F).
Om E/F är  en Galoisutvidgning kallas Aut(E/F) Galoisgruppen av (utvidgningen) E över F, och betecknas vanligtvis med Gal(E/F).

## Exempel
- Gal(F/F) är den triviala gruppen som har bara ett element, nämligen identitetsfunktionen..

## Egenskaper
Vikten av att en utvidgning är Galois är att den då satisfierar Galoisteorins fundamentalsats: de slutna delgrupperna (i förhållande till Krulltopologin) av Galoisgruppen korresponderar till mellankropparna av kroppsutvidgningen.
Om E/F är en Galoisutvidgning, då kan Gal(E/F) ges en topologi, känd som Krulltopologin, som gör den till en proändlig grupp.